# Ken Hutchison
Aitken „Ken“ Hutchison (* 24. November 1948 in Leslie, Schottland; † 9. August 2021 in London) war ein britischer Schauspieler.

## Leben
Ken Hutchison wuchs in einem schottischen Dorf auf, dem er zeitlebens eng verbunden blieb. Nach einer Tätigkeit als Straßenarbeiter fand er im Alter von 16 Jahren eine Anstellung als Kulissenschieber am Theatre Royal in Nottingham. Über den Bühnenleiter des benachbarten Schauspielhauses, der ihn als Assistent einstellte, kam er 1967 zur Schauspielerei. Zwei Jahre später zog es ihn an das Londoner West End, wo er am Piccadilly Theatre in The Ruling Class, Peter Barnes’ preisgekrönter Satire auf die Aristokratie, seinen Einstand gab und sich mit dem Schauspieler Peter O’Toole anfreundete. 1970 trat er eine Saison lang mit Laurence Oliviers National Theatre Company am Old Vic Theatre in Aufführungen von König Ödipus und Der Widerspenstigen Zähmung auf.
Sein Entschluss, Schauspieler zu werden, führte Hutchison bis nach Hollywood, wo er zunächst als gewalttätiger Rohling in Sam Peckinpahs kontroversem Thriller Wer Gewalt sät (1971) neben Dustin Hoffman besetzt wurde. Als irischer Schmuggler in Ralph Nelsons Western Zum Teufel mit Hosianna kam er 1972 neben Robert Mitchum zum Einsatz. Mit Mitchum verband Hutchison anschließend eine lebenslange Freundschaft. Sein Hang zu Alkoholexzessen und ungebührlichem Verhalten bereiteten seiner Hollywood-Karriere jedoch ein frühes Ende.
Hutchison kehrte nach Großbritannien zurück, wo er fortan vor allem in Fernsehserien zu sehen war, wie etwa in einer Folge der erfolgreichen Krimiserie Die Füchse, in neun Folgen von Die Onedin-Linie (1976) und in einer Folge von Mondbasis Alpha 1 (1977). Eine Hauptrolle hatte er 1978 als Heathcliff in einer fünfteiligen BBC-Verfilmung von Emily Brontës Roman Sturmhöhe inne. Noch im selben Jahr folgte ein Auftritt als Anführer einer Bande von bewaffneten Einbrechern in Sweeney 2, dem zweiten als Spielfilm gedrehten Spin-off von Die Füchse. Der große Durchbruch blieb jedoch aus. Es folgten weitere Fernsehauftritte und kleine Nebenrollen in Filmen wie Gandhi (1982) und Der Tag des Falken (1985). Zuletzt war er bis 1999 in mehreren Folgen der britischen Krimiserie The Bill in unterschiedlichen Rollen zu sehen.
Hutchison, Vater von zwei Töchtern und zwei Söhnen, starb 2021 im Alter von 72 Jahren in seinem Haus in London.

## Filmografie (Auswahl)
- 1970: Julius Caesar
- 1970: Groupie Girl
- 1969–1970: Task Force Police (Softly Softly Task Force) (TV-Serie, drei Folgen)
- 1971: Wer Gewalt sät (Straw Dogs)
- 1972: Zum Teufel mit Hosianna (The Wrath of God)
- 1972: König Arthur (Arthur of the Britons) (TV-Serie, eine Folge)
- 1974: Kein Pardon für Schutzengel (The Protectors) (TV-Serie, eine Folge)
- 1975: Die Füchse (The Sweeney) (TV-Serie, eine Folge)
- 1975: The Wild West Show (TV-Serie, fünf Folgen)
- 1975: Deadly Strangers
- 1976: Die Onedin-Linie (The Onedin Line) (TV-Serie, neun Folgen)
- 1977: Mondbasis Alpha 1 (Space: 1999) (TV-Serie, eine Folge)
- 1978: Die Sturmhöhe (Wuthering Heights) (TV-Miniserie)
- 1978: Sweeney 2
- 1979: Im Westen nichts Neues (All Quiet on the Western Front) (TV-Film)
- 1980: Der Aufpasser (Minder) (TV-Serie, eine Folge)
- 1981: Masada (TV-Miniserie)
- 1981: Strangers (TV-Serie, eine Folge)
- 1981: Out of Order
- 1982: Gandhi
- 1982: Murphy’s Mob (TV-Serie)
- 1982: Kicker, Kumpel, Knochenbrecher (The World Cup: A Captain’s Tale) (TV-Film)
- 1985: Der Tag des Falken (Ladyhawke)
- 1986: Hideaway (TV-Miniserie)
- 1990: The Justice Game (TV-Serie, drei Folgen)
- 1990–1999: The Bill (TV-Serie, fünf Folgen)
- 1991: Blonde Fist
- 1993: As an Eilean
- 1993: Taggart (TV-Serie, eine Folge)
- 1994: Casualty (TV-Serie, eine Folge)
- 1994: Milner (TV-Film)
- 1995: Hamish Macbeth (TV-Serie, eine Folge)
- 1995: The Chief (TV-Serie, eine Folge)
- 1996: Cardiac Arrest (TV-Serie, eine Folge)